# 프란체스카 하이메스
프란체스카 하이메스(스페인어: Franceska Jaimes, 1985년 9월 20일 ~ )는 콜롬비아 출신의 여성 포르노 배우이다.
일반인이었던 19세에 스페인 출신의 남자 포르노 배우 나초 비달과 결혼했다. 처음 결혼식을 한 후 몇 주후에 바로 이혼했다가 2014년 비달과 다시 결혼식을 거행했다. 결혼 후 2명의 자녀를 두었다.

## 신체정보
- 키 : 173cm
- 몸무게 : 57kg
- 눈색깔 : 검정
- 머리색깔 : 검정
- 유방확대여부 : 확대함

## 참조
1. 1 2  Robin Llewellyn (2015년 1월 23일). “Porn actor Nacho Vidal to marry Colombia porn star in church”. Colombia Reports. 2015년 2월 6일에 원본 문서에서 보존된 문서. 2015년 1월 23일에 확인함.